# ANBV Naiguatá (GC-23)
L'ANBV Naiguatá (GC-23) est un navire de surveillance côtière de classe Guaicamacuto de la Marine vénézuélienne. Le 30 mars 2020, le navire a percuté le navire de croisière RCGS Resolute (en) dans les eaux internationales et a coulé sans pertes humaines

## Construction et carrière
Naiguatá était le troisième navire des BVL de la classe Guaicamacuto qui en compte quatre, le dernier construit au Venezuela était en essais fin 2019 mais n'était pas encore en service. BVL signifie "Buque de Vigilancia de Litoral", qui est le nom espagnol pour navire de surveillance du littoral. Il a été construit par Navantia en Espagne sur les chantiers navals de San Fernando à Cadix, sur la base d'un modèle standard Navantia Avante 1400 semblable à la Classe Meteoro. Sa quille a été posée en octobre 2008 et la marine vénézuélienne a pris livraison du Naiguatá et l'a ensuite transféré au Commandement des garde-côtes vénézuéliens. Ses systèmes d'armes consistaient en un canon Leonardo OTO Melara de 76 mm, un canon antiaérien/anti-missile CIWS Rheinmetall Oerlikon Millennium de 35 mm et deux mitrailleuses de 12,7 mm.

## Naufrage
Le 30 mars 2020, peu après minuit, Naiguatá a coulé après avoir heurté délibérément le paquebot portugais RCGS Resolute jaugeant 8 445 tonnes pour 124,8 m de long, qui n'avait pas de passagers à bord et disposant d'un équipage réduit de 32 marins, a 24,6 km au nord-ouest de l’île inhabitée de la Tortue, les 44 membres d'équipage ont été secourus par un autre navire. Le président du Venezuela a accusé le capitaine du navire de croisière de « terrorisme et piraterie » , ajoutant plus tard qu'il n'avait pas exclu que le RCGS Resolute « transportait des mercenaires pour attaquer des bases militaires terrestres ». De son côté, Columbia Cruise Services dont le siège est a Hambourg en Allemagne a accusé la marine vénézuélienne d'avoir causé l'accident après avoir délibérément heurté le RCGS Resolute à un angle de 135° tout en essayant de le faire changer de cap vers les eaux vénézuéliennes. L'armateur déclare que « Le navire dérivait déjà depuis un jour au large des côtes pour effectuer un entretien de moteur de routine (…). Pendant que la maintenance était en cours sur le moteur principal tribord, le moteur principal bâbord a été maintenu pour pouvoir garder à tout moment une distance de sécurité avec l’île ». Le patrouilleur aurait contacté le RCGS Resolute avant de lui donner l’ordre de le suivre sur l’île de Margarita. Devant les hésitations du capitaine du paquebot, des coups de feu auraient été tirés, et le patrouilleur aurait heurté délibérément le navire de croisière. Le paquebot est resté une heure sur zone mais n'a pas reçu de demande d'assistance selon elle.

## Galerie

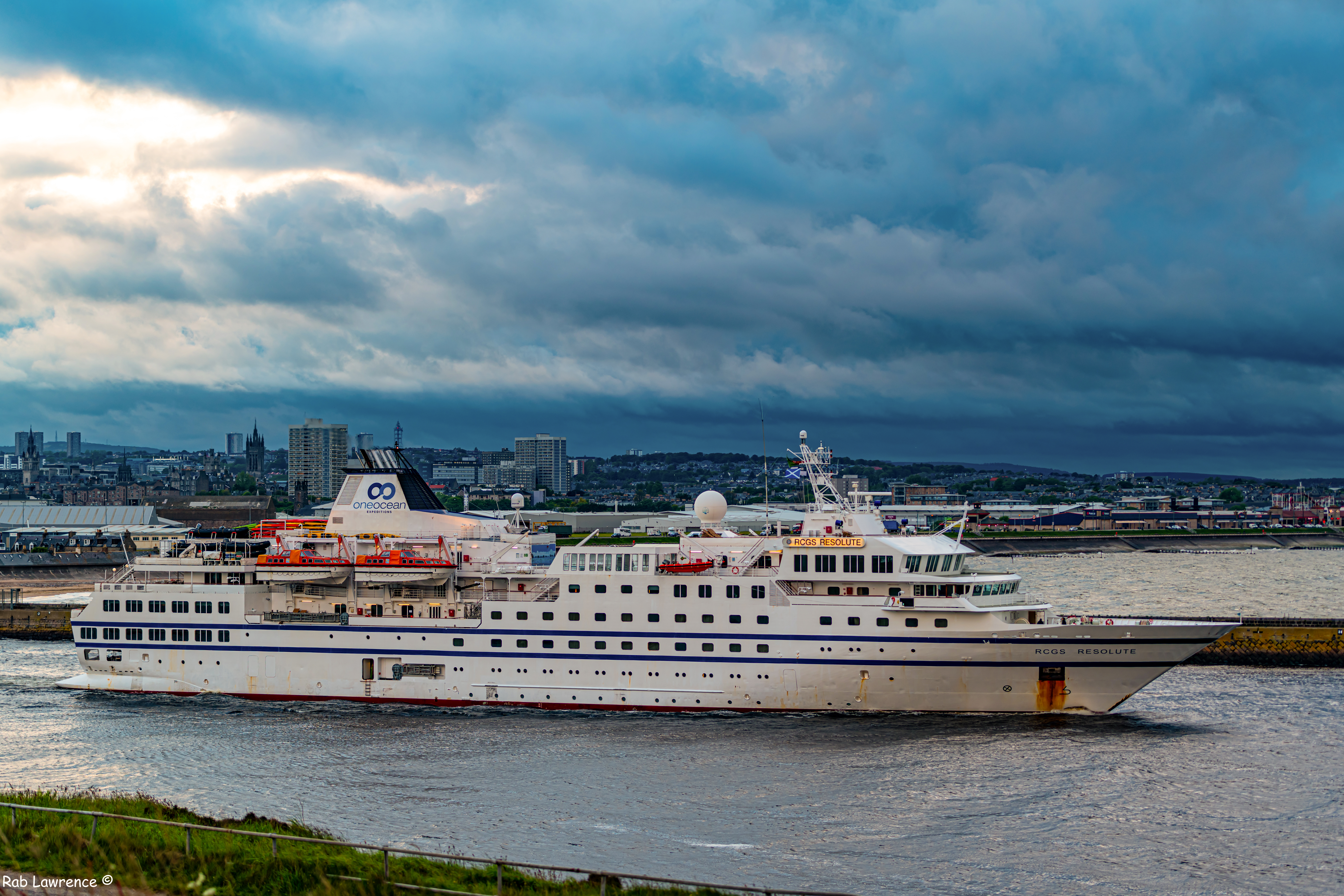
RCGS Resolute